# Motte féodale des Murailles
La motte féodale des Murailles est un ancien château à motte situé sur la commune d'Évron, dans le département de la Mayenne, région Pays de la Loire.

## Localisation
La motte est située sur le territoire de la commune déléguée de Saint-Christophe-du-Luat, intégrée à la commune nouvelle d'Évron depuis 2019.

## Histoire
La motte est datée du XIe siècle.
La motte castrale et le bâtiment dit des Murailles sont inscrits au titre des monuments historiques par arrêté du 21 décembre 1984.